# Rose Volantê
Rose Volantê (São Paulo, 12 de agosto de 1982) es una boxeadora profesional brasileña, campeona mundial de peso ligero de la Organización Mundial de Boxeo de 2017 a 2019.
Rose comenzó en el deporte a los 26 años con el objetivo principal de perder peso. Su primer lugar de formación fue el Clube Escola de Pirituba. Ella pesaba 105 kg. Después de perder 40 kilos, ingresó a la academia de Antônio Pereira Gomes Filho, en Gracie Butantã, donde permaneció durante años. Fue en el evento "Virada Esportiva", entre Clube Escolas, que Rose tuvo su primera pelea amateur. En la ocasión, salió con la victoria. Como atleta amateur, fue campeona de São Paulo cuatro veces, campeona de Brasil tres veces. veces y cuatro veces campeona de los Juegos Abiertos fue convocada a la selección brasileña de Boxeo y ganó el Campeonato Sudamericano en Chile en 2011. En el mismo año ocupó el séptimo lugar en la Copa del Mundo en China.En 2012 ganó la medalla de plata en el Campeonato Panamericano de Boxeo de Canadá En el mismo año, Rose fue reserva de la selección brasileña en los Juegos Olímpicos de Londres y en 2013 se convirtió en campeona de Europa. En 2014, con 31 años, decidió dedicarse al boxeo profesional. En su carrera profesional, Rose fue campeona de São Paulo, dos veces campeona internacional, también dos veces campeona latina y campeona mundial de peso ligero por la OMB (Organización Mundial de Boxeo). En la disputa por el cinturón, Rose ganó la pelea contra la argentina Brenda Carabajal en diciembre de 2017. Hizo su primera defensa del título en Santos en abril de 2018. Rose ganó la pelea contra la panameña Lourdes Borbua, quien tiró la toalla en un señal de abandono antes del inicio de la sexta ronda. En septiembre de 2018, hizo su segunda defensa del título en peso ligero (hasta 61 kg). Venció a Yolis Marrugo por nocaut técnico en el tercer asalto, en el Gimnasio Falcão, en Praia Grande. Sin embargo, en marzo de 2019, perdió el título ante Katie Taylor por nocaut técnico en el noveno asalto.